# Coppa di Turchia 2017-2018 (pallavolo maschile)
La Coppa di Turchia 2017-2018 si è svolta dal 9 dicembre al 17 dicembre 2017: al torneo hanno partecipato dodici squadre di club turche e la vittoria finale è andata per la settima volta all'Halkbank.

## Regolamento
Alla competizione prendono parte tutte e 12 le squadre partecipanti alla Efeler Ligi. Al termine del girone di andata di regular season, le prime 4 classificate accedono direttamente alla Final Eight, mentre le altre 8 squadre, sorteggiati gli abbinamenti, affrontano le qualificazioni alla fase finale sfidandosi in gare di andata e ritorno: in caso di una vittoria a testa, si qualifica la squadra con miglior quoziente set e, in subordine, di miglior quoziente punti; in caso di ulteriore pareggio, viene disputato un golden set.

## Squadre partecipanti
| - Afyon - Arkas - Beşiktaş - Fenerbahçe - Galatasaray - Gümüşhane Torul | - Halkbank - İnegöl - İstanbul BB - Jeopark Kula - Maliye Piyango - Ziraat Bankası |

## Torneo

### Ottavi di finale

#### Andata
| 9 dicembre 2017 Ataşehir Metro Enerji Spor Salonu, Istanbul Durata: 1h:04 - Spettatori: 63 | Gümüşhane Torul | 0 - 3 | Fenerbahçe     | 12-25, 11-25, 17-25               |
| 9 dicembre 2017 BJK Akatlar Arena, Istanbul Durata: 1h:13 - Spettatori: 80                 | Beşiktaş        | 0 - 3 | Galatasaray    | 19-25, 15-25, 17-25               |
| 9 dicembre 2017 Kula Spor Salonu, Manisa Durata: 1h:18 - Spettatori: 500                   | Jeopark Kula    | 0 - 3 | Maliye Piyango | 23-25, 20-25, 23-25               |
| 9 dicembre 2017 İnegöl Kapalı Spor Salonu, İnegöl Durata: 2h:05 - Spettatori: 300          | İnegöl          | 3 - 2 | Afyon          | 20-25, 25-20, 25-21, 22-25, 15-11 |

#### Ritorno
| 10 dicembre 2017 Ataşehir Metro Enerji Spor Salonu, Istanbul Durata: 1h:27 - Spettatori: 76 | Fenerbahçe     | 3 - 0 | Gümüşhane Torul | 25-15, 25-17, 35-33 |
| 12 dicembre 2017 TAÇ Spor Salonu, Istanbul Durata: 1h:20 - Spettatori: 80                   | Galatasaray    | 3 - 0 | Beşiktaş        | 25-16, 25-20, 25-20 |
| 12 dicembre 2017 Başkent Voleybol Salonu, Ankara Durata: 1h:39 - Spettatori: 120            | Maliye Piyango | 3 - 0 | Jeopark Kula    | 32-30, 25-20, 26-24 |
| 12 dicembre 2017 Atatürk Kapalı Spor Salonu, Afyonkarahisar Durata: 1h:25 - Spettatori: 900 | Afyon          | 0 - 3 | İnegöl          | 24-26, 20-25, 20-25 |

### Final-Eight
|  | Quarti di finale | Quarti di finale | Quarti di finale |                |                | Semifinali     | Semifinali | Semifinali |  |  | Finale | Finale | Finale |  |
|  |                  |                  |                  |                |                |                |            |            |  |  |        |        |        |  |
|  | Ziraat Bankası   | Ziraat Bankası   | 1                |                |                |                |            |            |  |  |        |        |        |  |
|  | Ziraat Bankası   | Ziraat Bankası   | 1                |                |                |                |            |            |  |  |        |        |        |  |
|  | İnegöl           | İnegöl           | 3                |                |                |                |            |            |  |  |        |        |        |  |
|  | İnegöl           | İnegöl           | 3                |                | İnegöl         | İnegöl         | 0          |            |  |  |        |        |        |  |
|  |                  |                  |                  |                | İnegöl         | İnegöl         | 0          |            |  |  |        |        |        |  |
|  |                  |                  | Maliye Piyango   | Maliye Piyango | 3              |                |            |            |  |  |        |        |        |  |
|  | Arkas            | Arkas            | Maliye Piyango   | Maliye Piyango | 3              | 1              |            |            |  |  |        |        |        |  |
|  | Arkas            | Arkas            |                  |                |                |                |            |            |  |  |        |        |        |  |
|  | Maliye Piyango   | Maliye Piyango   | 3                |                |                |                |            |            |  |  |        |        |        |  |
|  | Maliye Piyango   | Maliye Piyango   | 3                |                | Maliye Piyango | Maliye Piyango | 2          |            |  |  |        |        |        |  |
|  |                  |                  |                  |                |                |                |            |            |  |  |        |        |        |  |
|  |                  |                  | Halkbank         | Halkbank       | 3              |                |            |            |  |  |        |        |        |  |
|  | İstanbul BB      | İstanbul BB      | Halkbank         | Halkbank       | 3              | 3              |            |            |  |  |        |        |        |  |
|  | İstanbul BB      | İstanbul BB      |                  |                |                |                |            |            |  |  |        |        |        |  |
|  | Fenerbahçe       | Fenerbahçe       | 0                |                |                |                |            |            |  |  |        |        |        |  |
|  | Fenerbahçe       | Fenerbahçe       | 0                |                | İstanbul BB    | İstanbul BB    | 0          |            |  |  |        |        |        |  |
|  |                  |                  |                  |                | İstanbul BB    | İstanbul BB    | 0          |            |  |  |        |        |        |  |
|  |                  |                  | Halkbank         | Halkbank       | 3              |                |            |            |  |  |        |        |        |  |
|  | Halkbank         | Halkbank         | Halkbank         | Halkbank       | 3              | 3              |            |            |  |  |        |        |        |  |
|  | Halkbank         | Halkbank         |                  |                |                |                |            |            |  |  |        |        |        |  |
|  | Galatasaray      | Galatasaray      | 0                |                |                |                |            |            |  |  |        |        |        |  |

#### Quarti di finale
| 15 dicembre 2017 11 Nisan Spor Salonu, Şanlıurfa Durata: 1h:53 - Spettatori: 1 000 | Ziraat Bankası | 1 - 3 | İnegöl         | 25-16, 22-25, 22-25, 21-25 |
| 15 dicembre 2017 11 Nisan Spor Salonu, Şanlıurfa Durata: 2h:02 - Spettatori: 1 000 | Arkas          | 1 - 3 | Maliye Piyango | 25-19, 22-25, 18-25, 19-25 |
| 15 dicembre 2017 11 Nisan Spor Salonu, Şanlıurfa Durata: 1h:53 - Spettatori: 1 000 | İstanbul BB    | 3 - 0 | Fenerbahçe     | 33-31, 25-21, 25-19        |
| 15 dicembre 2017 11 Nisan Spor Salonu, Şanlıurfa Durata: 1h:31 - Spettatori: 2 000 | Halkbank       | 3 - 0 | Galatasaray    | 25-19, 25-20, 25-21        |

#### Semifinali
| 16 dicembre 2017 11 Nisan Spor Salonu, Şanlıurfa Durata: 1h:40 - Spettatori: 500   | İnegöl      | 0 - 3 | Maliye Piyango | 21-25, 21-25, 24-26 |
| 16 dicembre 2017 11 Nisan Spor Salonu, Şanlıurfa Durata: 1h:31 - Spettatori: 1 000 | İstanbul BB | 0 - 3 | Halkbank       | 18-25, 22-25, 19-25 |

#### Finale
| 17 dicembre 2017 11 Nisan Spor Salonu, Şanlıurfa Durata: 2h:31 - Spettatori: 3 000 | Maliye Piyango | 2 - 3 | Halkbank | 25-23, 22-25, 16-25, 25-21, 11-15 |